# Arçon
Arçon település Franciaországban, Doubs megyében. Lakosainak száma 955 fő (2022. január 1.). Arçon La Chaux, Doubs, Pontarlier, Vuillecin és Bugny községekkel határos.

## Népesség
A település népességének változása:
| Lakosok száma | 513  | 650  | 665  | 750  | 798  | 820  | 841  | 900  | 930  | 955  |
|               | 1968 | 1982 | 1990 | 2006 | 2013 | 2015 | 2017 | 2019 | 2020 | 2022 |